# Veitchia vitiensis
Espèce
Synonymes
- Balaka spectabilis Burret[1]
- Ptychosperma pickeringii H.Wendl.[1]
- Ptychosperma vitiensis H.Wendl.[1]
- Saguaster pickeringii (H.Wendl.) Kuntze[1]
- Saguaster vitiensis (H.Wendl.) Kuntze[1]
- Veitchia pickeringii (H.Wendl.) H.E.Moore[1]
- Veitchia smithii (Burret) H.E.Moore[1]
- Veitchia vitiensis var. microcarpa H.E.Moore[1]
- Vitiphoenix pickeringii (H.Wendl.) Burret[1]
- Vitiphoenix smithii Burret[1]
- Vitiphoenix vitiensis (H.Wendl.) Burret[1]

Statut de conservation UICN

 LC  : Préoccupation mineure
Veitchia vitiensis est une espèce de plantes de la famille des Arecaceae.

## Liste des variétés
Selon Tropicos (12 avril 2019) (Attention liste brute contenant possiblement des synonymes) :
- variété Veitchia vitiensis var. microcarpa H.E. Moore
- variété Veitchia vitiensis var. parhamiorum H.E. Moore

## Publication originale
- Gentes Herbarum; Occasional Papers on the Kinds of Plants 8: 514. 1957.